# مرغ مگس غول‌پیکر شمالی
مرغ مگس غول‌پیکر شمالی (نام علمی: Patagona peruviana) بزرگ‌ترین گونه مرغ مگس و یکی از دو گونه از سردهٔ Patagona است.